# Rudaki
Rudaki (Rudaki, Tadžikistan, oko 858. - Rudaki, Tadžikistan, oko 941.) bio je pjesnik, pjevač i glazbenik koji se smatra prvim velikim pjesnikom koji je pisao na novom perzijskom jeziku. Smatra se ocem nove perzijske poezije.
Pjesnik i glazbenik Rudaki neko je vrijeme radio na dvoru samanidskog princa Amira Nasra Ben Ahmada II. (914. – 942./943.). Iako je pao u njegovu nemilost, bio je poznat i slavan među pjesnicima u različitim epohama kao „majstor” ili „kralj pjesnika”.
Rudaki je umro oko 941. godine u skromnim okolnostima. Od njega je sačuvano oko 1000 stihova žanrova: kasida, gazela, masnawī (“dvostihovi”) i rubāʿī (“četverokutnici”).
Rudakijevo remek-djelo je „Kalila i Dimna”, koju je preveo u stihovnom obliku na novoperzijski. To su basne koje su i poučne i zabavne te duhovite i kritičke. Firdusi je ovoj zbirci Rudakijevih basni posvetio jedno poglavlje svoje „Šahname”.
Izvorni tekst „Kalila i Dimna” potječe iz sanskrta i u Indiji se zvao „Pančatantra”
„Kalila i Dimna” jedna je od  pet knjiga „Pandsch Ketāb”, kroz koje su, na primjer, djeca u današnjem Afganistanu učila čitati i pisati u školama i vjerskim školama Kurana, u predškolskim ustanovama, i u obiteljima. Rudakijev jezik je jednostavan, njegova je poezija melodična i složena.
Rudaki je napisao mnogo pjesama koje se bave temama znanja, obrazovanja, umjetnosti, smrti, života, ljubavi, Novruza i svijeta. Posebno je poznata oda, kojom je navodno uvjerio svog samanidskog vladara da se odmah vrati iz stepe u Buharu.
U Iranu, Rudaki je priznat kao „utemeljitelj nove perzijske poezije”, a u Tadžikistanu kao „otac tadžikistanske književnosti”.